# امریکن ایرلاینز آرینا

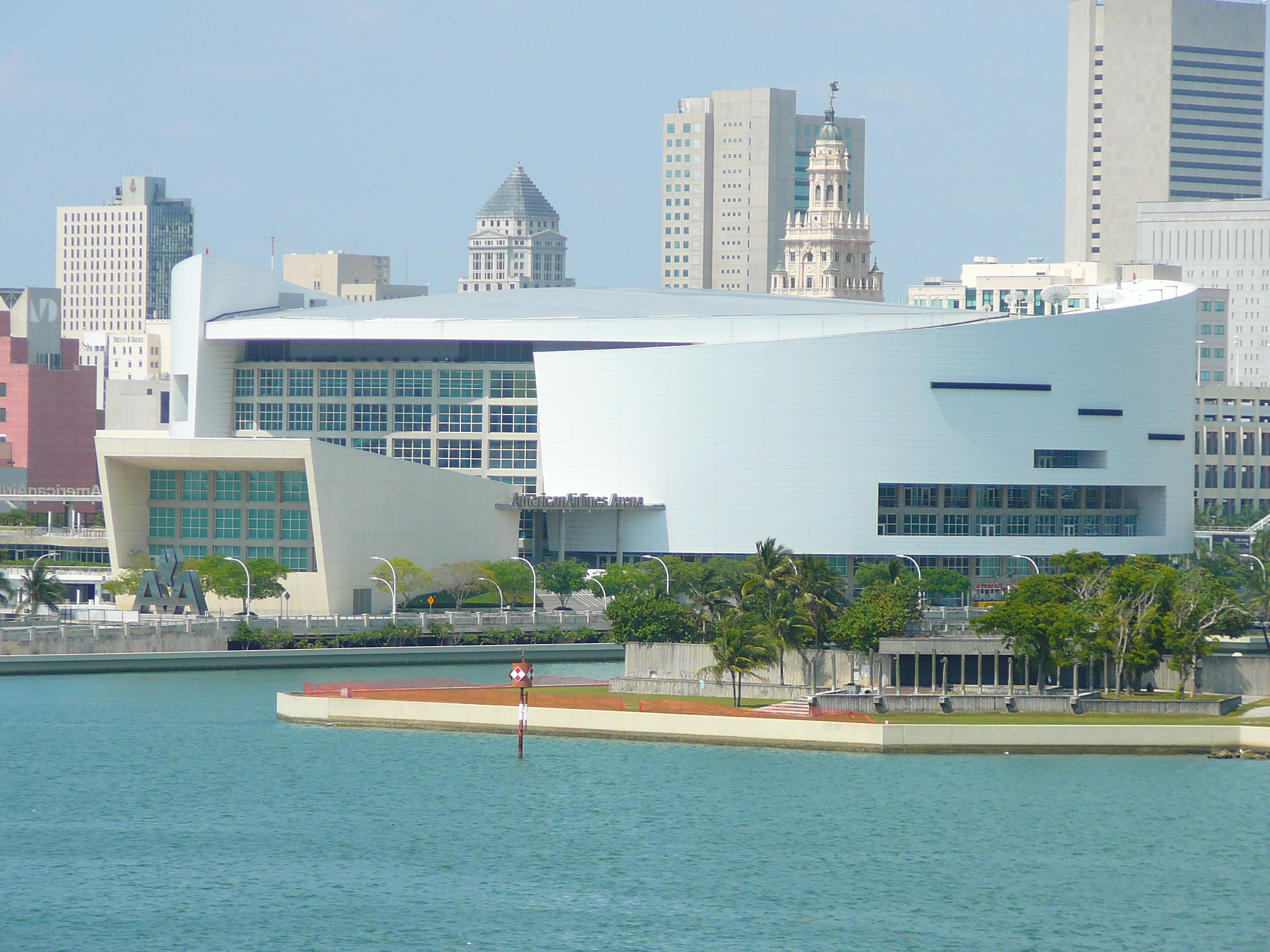

امریکن ایرلاینز آرینا نام ورزشگاه سرپوشیده ای است در شهر میامی. این ورزشگاه مکان و خانه دایمی تیم میامی هیت است.
معماران این بنا که در سال ۱۹۹۸ تأسیس شد شرکتهای ۳۶۰ آرکیتکچر و نیز آرکیتکتانیکا است.